# Collegio di Goole and Pocklington
Goole and Pocklington è un collegio elettorale situato nell'East Riding of Yorkshire, nella regione dello Yorkshire e Humber, e rappresentato alla Camera dei comuni del Parlamento del Regno Unito. Elegge un membro del parlamento con il sistema first-past-the-post, ossia maggioritario a turno unico; l'attuale parlamentare è David Davis del Partito Conservatore, che rappresenta il collegio dal 2024.

## Estensione
Il collegio comprende i seguenti ward dell'East Riding of Yorkshire: Dale; Goole North; Goole South; Howden; Howdenshire; Pocklington Provincial; Snaith, Airmyn, Rawcliffe and Marshland; South Hunsley e Wolds Weighton.

## Membri del parlamento
| Elezione | Elezione | Deputato    | Partito      |
| -------- | -------- | ----------- | ------------ |
|          | 2024     | David Davis | Conservatore |

## Elezioni

### Elezioni negli anni 2020
| Partito                    | Partito                                         | Candidato                  | Risultati 4 luglio 2024 | Risultati 4 luglio 2024 |
| Partito                    | Partito                                         | Candidato                  | Voti                    | %                       |
| -------------------------- | ----------------------------------------------- | -------------------------- | ----------------------- | ----------------------- |
|                            | Conservatore                                    | David Davis                | 18 981                  | 38,16                   |
|                            | Laburista                                       | Liam Draycott              | 15 409                  | 30,98                   |
|                            | Reform UK                                       | Rich Kelly                 | 9 054                   | 18,20                   |
|                            | Lib Dem                                         | Dale Richard Needham       | 3 380                   | 6,80                    |
|                            | Verdi                                           | Angela Stone               | 2 451                   | 4,93                    |
|                            | Indipendente                                    | Shona Wade                 | 467                     | 0,94                    |
|                            |                                                 |                            |                         |                         |
| Iscritti                   | Iscritti                                        | Iscritti                   | 78 287                  | 100,00                  |
| ↳ Votanti (% su iscritti)  | ↳ Votanti (% su iscritti)                       | ↳ Votanti (% su iscritti)  | 49 742                  | 63,54                   |
| ↳ Astenuti (% su iscritti) | ↳ Astenuti (% su iscritti)                      | ↳ Astenuti (% su iscritti) | 28 545                  | 36,46                   |
|                            |                                                 |                            |                         |                         |
|                            | Esito: collegio a Conservatore (nuovo collegio) |                            |                         |                         |